# Cyathopus
Cyathopus Stapf é um género botânico pertencente à família Poaceae, subfamília Pooideae, tribo Aveneae.
O gênero apresenta uma única espécie. Sua ocorrência é nas regiões temperadas e tropicais da Ásia.

## Espécie
- Cyathopus sikkimensis Stapf